# Loa Châu Môn
Loa Châu Môn (tiếng Trung: 螺洲門; tiếng Anh: Lo Chau Mun) là eo biển nằm ở vùng biển quần đảo Bồ Đài (phía đông nam đảo Hồng Kông), chia tách đảo Loa Châu (Beaufort Island) với đảo Bồ Đài. Đây đồng thời là vùng biển sâu nhất của Hồng Kông, với độ sâu 66 mét (220 ft) dưới mực nước biển. Loa Châu Môn hiện được Chính quyền Hồng Kông sử dụng làm khu vực xử lý bom chưa nổ.